# Холмово (Московская область)
Холмово — деревня в Можайском районе Московской области в составе Порецкого сельского поселения. Численность постоянного населения по Всероссийской переписи 2010 года — 3 человека. До 2006 года Холмово входило в состав Порецкого сельского округа.
Деревня расположена на северо-западе района, у границы со Смоленской областью, примерно в 46 км от Можайска, на правом берегу реки Мошна (приток Москва-реки), высота центра над уровнем моря 229 м. Ближайший населённый пункт — Острицы-1 в 2 км на востоке.